# Канабрава-ду-Норти
Канабрава-ду-Норти (порт. Canabrava do Norte) — муниципалитет в Бразилии, входит в штат Мату-Гросу. Составная часть мезорегиона Северо-восток штата Мату-Гроссу. Входит в экономико-статистический микрорегион Норти-Арагуая. Население составляет 6530 человек на 2006 год. Занимает площадь 3449,984 км². Плотность населения — 1,9 чел./км².

## Статистика
- Валовой внутренний продукт на 2003 год составляет 34 734 993,00 реалов (данные: Бразильский институт географии и статистики).
- Валовой внутренний продукт на душу населения на 2003 год составляет 5965,14 реалов (данные: Бразильский институт географии и статистики).
- Индекс развития человеческого потенциала на 2000 год составляет 0,693 (данные: Программа развития ООН).